# John Fugelsang
John Fugelsang est un acteur américain né le 3 septembre 1969 à Long Island, dans l'État de New York, aux États-Unis.

## Filmographie
- 1996 : Conception : Jack
- 1998 : Somewhere in the City : Henry
- 1998 : Il était deux fois (en) (Twice Upon a Time) de Thom Eberhardt (TV) : Brett
- 1999 : Final Rinse : Ozzie
- 2000 : Flix (série TV) : Host
- 2000 : Coyote Girls (Coyote Ugly) : Richie the Booker
- 2004 : McEnroe (série TV) : Co-Host
- 2005 : The Basement : The Man